# تيريل فوربس
تيريل فوربس (بالإنجليزية: Terrell Forbes)‏ هو لاعب كرة قدم بريطاني في مركز الدفاع، ولد في 17 أغسطس 1981 في ساوثوورك في المملكة المتحدة. لعب مع أولدهام أثلتيك ودولويتش هاملت وغريمسبي تاون وكوينز بارك رينجرز ونادي ألدرشوت تاون ونادي بورنموث ونادي تشيسترفيلد ونادي دوفر أثليتيك ونادي فارنبوروه ونادي ليتون أورينت ووست هام يونايتد ويوفل تاون.

## وصلات خارجية
- تيريل فوربس على موقع قاعدة بيانات كرة القدم.إي يو (الإنجليزية)
- تيريل فوربس على موقع Soccerbase.com (لاعب) (الإنجليزية)